# Złotna
Złotna (niem. Goldbach) – wieś w Polsce położona w województwie warmińsko-mazurskim, w powiecie ostródzkim, w gminie Morąg. W roku 1973 wieś należała do powiatu morąskiego, gmina Morąg, poczta Łączno. W latach 1975–1998 miejscowość administracyjnie należała do województwa olsztyńskiego. Miejscowość leży w historycznym regionie Prus Górnych.
| SIMC    | Nazwa     | Rodzaj     |
| ------- | --------- | ---------- |
| 0482915 | Borzymowo | przysiółek |

## Historia
Wieś wzmiankowana w dokumentach z XVI w, jako wieś szlachecka na 100 włókach. W roku 1782 we wsi odnotowano 21 domów (dymów), natomiast w 1858 w 24 gospodarstwach domowych było 206 mieszkańców. W latach 1937–1939 było 353 mieszkańców.
Dolny Staw (niem. Hinterer Ebenelzer Teich) – staw o powierzchni 4,89 ha, położony na południowy zachód od wsi Złotna.
Górny Staw (niem. Vorder Ebenelzer Teich) – staw o powierzchni 7,37 ha, znajdujący się na zachód od wsi Złotna.
Markowskie Lasy (niem. Reichertswalder Forst) – lasy położone między wsiami: Złotna i Łączno.